# Zdeněk Klucký
Zdeněk Klucký (* 5. listopadu 1960, Jablonec nad Nisou) je bývalý český fotbalista, obránce. Jeho mladší bratr Josef Klucký byl ligový fotbalista Dukly a Jablonce.

## Fotbalová kariéra
Odchovanec Jablonce. V československé lize nastoupil za RH Cheb ve 121 utkáních a dal 4 góly.

## Ligová bilance
| Ročník                                   | Zápasy | Góly | Klub    |
| ---------------------------------------- | ------ | ---- | ------- |
| 1. československá fotbalová liga 1984/85 | 16     | 0    | RH Cheb |
| 1. československá fotbalová liga 1985/86 | 23     | 2    | RH Cheb |
| 1. československá fotbalová liga 1986/87 | 13     | 1    | RH Cheb |
| 1. československá fotbalová liga 1987/88 | 24     | 0    | RH Cheb |
| 1. československá fotbalová liga 1988/89 | 24     | 0    | RH Cheb |
| 1. československá fotbalová liga 1989/90 | 21     | 1    | RH Cheb |
| CELKEM                                   | 121    | 1    |         |

## Trenérská kariéra
Jako asistent působil v Teplicích, Jablonci a Liberci. Je dlouholetým spolupracovníkem Petra Rady.